# Kazuki Kuranuki
Kazuki Kuranuki (født 10. november 1978) er en japansk tidligere professionel fodboldspiller.
Han har spillet for flere forskellige klubber i sin karriere, herunder Júbilo Iwata, Ventforet Kofu, Kyoto Sanga FC, Tokushima Vortis og Gainare Tottori.